# Porothamnium panduraefolium
Porothamnium panduraefolium är en bladmossart som beskrevs av Fleischer 1908. Porothamnium panduraefolium ingår i släktet Porothamnium och familjen Neckeraceae. Inga underarter finns listade i Catalogue of Life.